# Traced in Air
Traced in Air — второй студийный альбом группы Cynic, вышедший в 2008 году, спустя пятнадцать лет после дебютного Focus.
Группа распалась осенью 1994 года во время работы над новым альбомом. 17 января 2008 года коллектив возобновил музыкальную деятельность и фронтмен Cynic Пол Масвидал объявил о намерении записать накопившийся с 1994 года материал после турне Reunion. Предполагалось, что группа будет работать с Джейсоном Сьюкофом, однако в итоге альбомом занялся Уоррен Рикер. Тогда же Таймон Круйденьер стал новым гитаристом группы, заменив Дэвида Сенеску. Кроме того, Круйденьер исполнил гроул-партии на альбоме.
Группа обнародовала название грядущей пластинки 19 июля 2008 года в видеообращении на YouTube. Альбом вышел 17 ноября 2008 года в Европе и 25 ноября — в Северной Америке. Роберт Веноза оформил обложку Traced in Air.

## Список композиций
| №                   | Название                 | Длительность |
| ------------------- | ------------------------ | ------------ |
| 1.                  | «Nunc Fluens»            | 2:56         |
| 2.                  | «The Space for This»     | 5:46         |
| 3.                  | «Evolutionary Sleeper»   | 3:35         |
| 4.                  | «Integral Birth»         | 3:53         |
| 5.                  | «The Unknown Guest»      | 4:13         |
| 6.                  | «Adam's Murmur»          | 3:29         |
| 7.                  | «King of Those Who Know» | 6:09         |
| 8.                  | «Nunc Stans»             | 4:13         |
| Общая длительность: | Общая длительность:      | 34:17        |

## Участники записи
- Пол Масвидал — вокал, гитара, гитарный синтезатор
- Шон Рейнерт — ударные, перкуссия
- Шон Мэлоун — бас-гитара, стик Чепмена
- Таймон Круйденьер — гитара, гроулинг
- Эми Коррейа — дополнительный вокал